# Küenburgové
Küenburgové (též Khuenburgové nebo Künburgové) jsou rakouský šlechtický rod původem z Korutan, kde se připomínají od 14. století. Později se usadili v knížectví Salcburk, kde získali dědičnou hodnost nejvyššího číšníka salcburského arcibiskupa (1669). V roce 1600 byli povýšeni do panského stavu a od roku 1665 jim náleží titul hrabat. V 16.–18. století vzešlo z rodu deset vysokých církevních hodnostářů, mimo jiné tři arcibiskupové v Salcburku a také pražský arcibiskup František Ferdinand. Od 17. století rod vlastnil rozsáhlé majetky v Čechách (Mladá Vožice) a na Moravě (Tovačov).
V 15. století se rod rozdělil na dvě hlavní větve, rakouskou a českou, hraběcí titul udělený 2. září 1665 platil pro všechny členy rodu. Do hraběcího stavu byl povýšen salcburský arcibiskup Maxmilián Gandolf (1622–1687), který krátce před smrtí dosáhl i hodnosti kardinála (1686). V Salcburku nechal postavit palác Langenhof, který rodu patřil až do roku 1954 (dnes je zde hotel).

## Historie rodu v Čechách
Zakladatelem rodového bohatství v Čechách se stal hrabě František Ferdinand Khünburg (1651–1731), který byl duchovním. Původně byl kanovníkem v Salcburku, poté se jako biskup v Lublani (1701–1711) zasloužil o výstavbu lublaňské katedrály sv. Mikuláše a nakonec byl pražským arcibiskupem (1711–1731). Z titulu tohoto úřadu korunoval císaře Karla VI. českým králem (1723), měl i významný podíl na kanonizaci sv. Jana Nepomuckého (1729).
V roce 1678 koupil od Přehořovských z Kvasejovic Mladou Vožici, kterou pak v letech 1681–1717 rozšiřoval nákupy dalších menších statků, takže nakonec v oblasti mezi Táborem a Benešovem vytvořil velké panství. Na nově získaných statcích nechal postavit barokní zámek v Miličíně (dnes již neexistující). V letech 1691–1718 byl dočasně také majitelem panství Horní Cerekev, kde nechal tvrz přestavět na zámek. Z Mladé Vožice vytvořil v roce 1720 rodinný fideikomis, který po jeho smrti zdědil prasynovec František Josef (1714–1793). Ten v roce 1729 oba rodiče a po dobu jeho nezletilosti spravovala rodový majetek jeho teta Antonie Josefa, provdaná Černínová (1687–1755). Po dosažení zletilosti převzal Mladou Vožici (1735) a krátce nato přistoupil k radikální přestavbě zdejšího zámku. Prostřednictvím své matky Marianny, rozené hraběnky Colonnové z Felsu (1682–1729), byl spřízněn se starobylým moravským rodem Petřvaldských z Petřvaldu a po jeho vymření v roce 1763 zdědil rozsáhlý majetek na Moravě (Přerov, Tovačov, Střílky). Petřvaldské dědictví bylo zatíženo značnými dluhy, proto již v roce 1767 došlo k prodeji Přerova. Nepříznivá finanční situace zapříčinila i nedokončení přestavby tovačovského zámku, nákladem Františka Josefa, ale v Tovačově vznikl kostel sv. Václava (1788–1793), kde byla zřízena i rodinná hrobka. František Josef zemřel na zámku v Tovačově a jeho tři synové rozdělili českou větev na další linie – mladovožickou, slezskou a tovačovskou.

### Mladovožická linie
Mladovožickou větev založil nejstarší syn hrabě Leopold Maria Josef Küenburg (1740–1812), který byl c.k. tajným radou, komořím a nejvyšším štolbou salcburského arcibiskupa. Na panství Mladá Vožice realizoval romantické úpravy na zřícenině hradu Šelmberk. Později dosáhlo zadlužení velkostatku Mladá Vožice bezmála půl miliónu rakouských korun (1896) a tehdejší majitel Vincenc (1845–1915) se dostal do exekuce. Správcem a následně i majitelem Mladé Vožice se stal jeho mladší bratr Leopold Maria (1848–1921), který později tragicky zahynul v Praze při vystupování z tramvaje.
Leopold Maria byl třikrát ženat, dědicem majetku se stal syn Jiří Adalbert Maria (1912–1961), který trvale žil v Mladé Vožici a od roku 1933 spravoval zdejší velkostatek, zříceninu hradu Šelmberk převedl v roce 1940 bezplatně do majetku města. Byl členem NSDAP, ale proti Čechům aktivně nevystupoval. Na jaře 1945 odjel do Salcburku, kde pak pobýval u vzdálených příbuzných, majetek v Mladé Vožici byl zestátněn. Jiří Küenburg zahynul tragicky v Alpách.
Hrobka mladovožické větve rodu je v kostele Nanebevzetí Panny Marie v Mladá Vožici.

### Slezská linie
Prostřední syn Františka Josefa Zikmund Josef (1754–1839) koupil v roce 1801 statek Brantice u Krnova a nechal přestavět zdejší zámek, který se pak na sto let stal sídlem jeho potomků, tato linie se proto označuje jako slezská. Z potomstva Zikmunda Josefa vzešly v 19. století dvě významné politické osobnosti. Amand Küenburg (1809-1886) byl poslancem slezského zemského sněmu i rakouské říšské rady a v letech 1865-1886 byl zemským hejtmanem ve Slezsku. Jeho syn Gandolph (1841–1921) byl poslancem slezského zemského sněmu, poté na Říšské radě zastupoval Sjednocenou německou levici a v letech 1891-1892 byl jako německý ministr-krajan (respektive ministr bez portfeje) členem rakouské vlády. Po odchodu z aktivní politiky byl jmenován doživotním členem rakouské panské sněmovny.
Posledním majitelem Brantic byl Gandolphův bratranec Klement Küenburg (1844–1941), který je v roce 1901 prodal Liechtensteinům. Jeho syn Heřman (1868–1942) díky dvojitému spříznění s rodem Spens von Boden přijal jméno Küenburg-Spens a zdědil zámek v Ropici na Těšínku. V Ropici také zemřel a jím vymřela slezská linie rodu.

### Tovačovská linie
Zakladatelem tovačovské linie byl nejmladší syn Františka Josefa Arnošt Maria (1762–1838), c.k. komoří a v hodnosti majora aktivní účastník napoleonských válek. Nedostatek financí na opravu zámku v Tovačově vedl k tomu, že jeho nástupce František Serafín (1808–1879) pobýval více na zámku ve Střílkách, kde také zemřel. Jeho syn František (1844–1900) prodal v roce 1885 Střílky Herbersteinům a nakonec v roce 1887 i Tovačov, který za 2 700 000 zlatých koupil židovský průmyslník David Gutmann. Tím končí historie tovačovské větve Küenburgů na Moravě, potomstvo dnes žije v Rakousku. Františkova dcera Marcellina (1883–1973) vynikla jako psycholožka se zaměřením na výchovu dětí.

## Sídla rodu v Čechách, na Moravě a ve Slezsku
- Brantice (1802–1901)
- Horní Cerekev (1691–1719)
- Mladá Vožice (1678–1945)
- Přerov (1763–1767)
- Ropice (1926–1942)
- Střílky (1763–1885)
- Tovačov (1763–1887)

### Další literatura
- Bielik Michal, Filozofická fakulta JČU České Budějovice: Jiří Küenburg a Mladá Vožice, 2011 (bakalářská práce)
- Holásková Hana, Filozofická fakulta MU Brno: Stavební a umělecká historie zámku v Tovačově, 2009 (bakalářská práce)